# Botești, Bacău
Botești este un sat în comuna Ungureni din județul Bacău, Moldova, România. La recensământul din 2002 avea o populație de 639 locuitori.